# Branco e preto francês
Branco e preto francês[Nota] (em francês:  français blanc et noir) é uma raça vista como meiga e dócil, boa para companhia, já que seus exemplares são bastante afáveis. Extintos, foram recriados no século XX pelo francês Henri de Falandre, através de cruzamentos entre foxhunds ingleses e os azuis da Gasgonha. Dito ótimos caçadores, seus melhores atributos são os latidos e o físico potente, além da facilidade do adestramento e dos cuidados com a pelagem.